# بيل أودونيل (عسكري)
بيل أودونيل (بالإنجليزية: Bill O'Donnell)‏ هو عسكري أمريكي، ولد في 4 يونيو 1926 في نيويورك في الولايات المتحدة، وتوفي في 29 أكتوبر 1982 بسبب سرطان.